# Palais Nikaïa
Palais Nikaïa is een overdekte concertzaal en multifunctionele zaal in Nice, Frankrijk . Het werd geopend op 4 april 2001 en ligt op vijf minuten rijden van de internationale luchthaven Côte d'Azur . 
Palais Nikaïa heeft zitplaatsen voor 1500 tot 6.250 personen en afhankelijk van de configuratie, met een maximale capaciteit van maximaal 9.000 personen, inclusief staande personen. In een unieke opstelling bevindt het zich echter naast het Stade Charles-Ehrmann buiten. 
Depeche Mode trad op in de concertzaal op 4 mei 2013 tijdens hun Delta Machine Tour, voor een uitverkocht publiek van 9.904 mensen. 
Naast concerten kan Palais Nikaïa verschillende shows, sportevenementen en congressen organiseren. 